# Населення Мальти
Населення Мальти. Чисельність населення країни 2015 року становила 413,9 тис. осіб (176-те місце у світі). Чисельність мальтійців стабільно збільшується, народжуваність 2015 року становила 10,18 ‰ (192-ге місце у світі), смертність — 9,09 ‰ (66-те місце у світі), природний приріст — 0,31 % (174-те місце у світі) . 

## Природний рух

### Відтворення
Народжуваність на Мальті, станом на 2015 рік, дорівнює 10,18 ‰ (192-ге місце у світі). Коефіцієнт потенційної народжуваності 2015 року становив 1,54 дитини на одну жінку (190-те місце у світі). Середній вік матері при народженні першої дитини становив 26,9 року (оцінка на 2010 рік).
Смертність на Мальті 2015 року становила 9,09 ‰ (66-те місце у світі).
Природний приріст населення в країні 2015 року становив 0,31 % (174-те місце у світі).

### Вікова структура

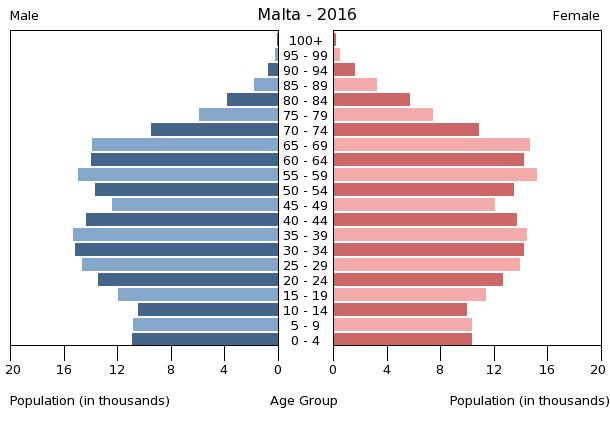
Віково-статева піраміда населення Мальти, 2016 рік

Середній вік населення Мальти становить 41,5 року (36-те місце у світі): для чоловіків — 40,4, для жінок — 42,7 року. Очікувана середня тривалість життя 2015 року становила 80,25 року (36-те місце у світі), для чоловіків — 77,92 року, для жінок — 82,71 року.
Вікова структура населення Мальти, станом на 2015 рік, мала такий вигляд:
- діти віком до 14 років — 15,05 % (31 943 чоловіки, 30 341 жінка);
- молодь віком 15—24 роки — 12,22 % (26 028 чоловіків, 24 570 жінок);
- дорослі віком 25—54 роки — 40,24 % (85 145 чоловіків, 81 447 жінок);
- особи передпохилого віку (55—64 роки) — 13,98 % (28 702 чоловіки, 29 185 жінок);
- особи похилого віку (65 років і старіші) — 18,5 % (34 345 чоловіків, 42 259 жінок)[1].

### Шлюбність— розлучуваність
Середній вік, коли чоловіки беруть перший шлюб, дорівнює 31,6 року, жінки — 29,2 року, загалом — 30,4 року (дані за 2011 рік).

## Розселення
Густота населення країни 2015 року становила 1308,3 особи/км² (8-ме місце у світі). Більша частина населення країни мешкає в східній частині острова Мальта, найбільшому з трьох заселених. На острові Гоцо проживає приблизно 30 тис. осіб, кілька сімей живуть на острові Коміно. Мальта — найменш населена держава Євросоюзу.

### Урбанізація
Мальта надзвичайно урбанізована країна. Рівень урбанізованості становить 95,4 % населення країни (станом на 2015 рік), темпи зростання частки міського населення — 0,46 % (оцінка тренду за 2010—2015 роки).
Головні міста держави: Ла-Валетта (столиця) — 197,0 тис. осіб (дані за 2014 рік).

### Міграції

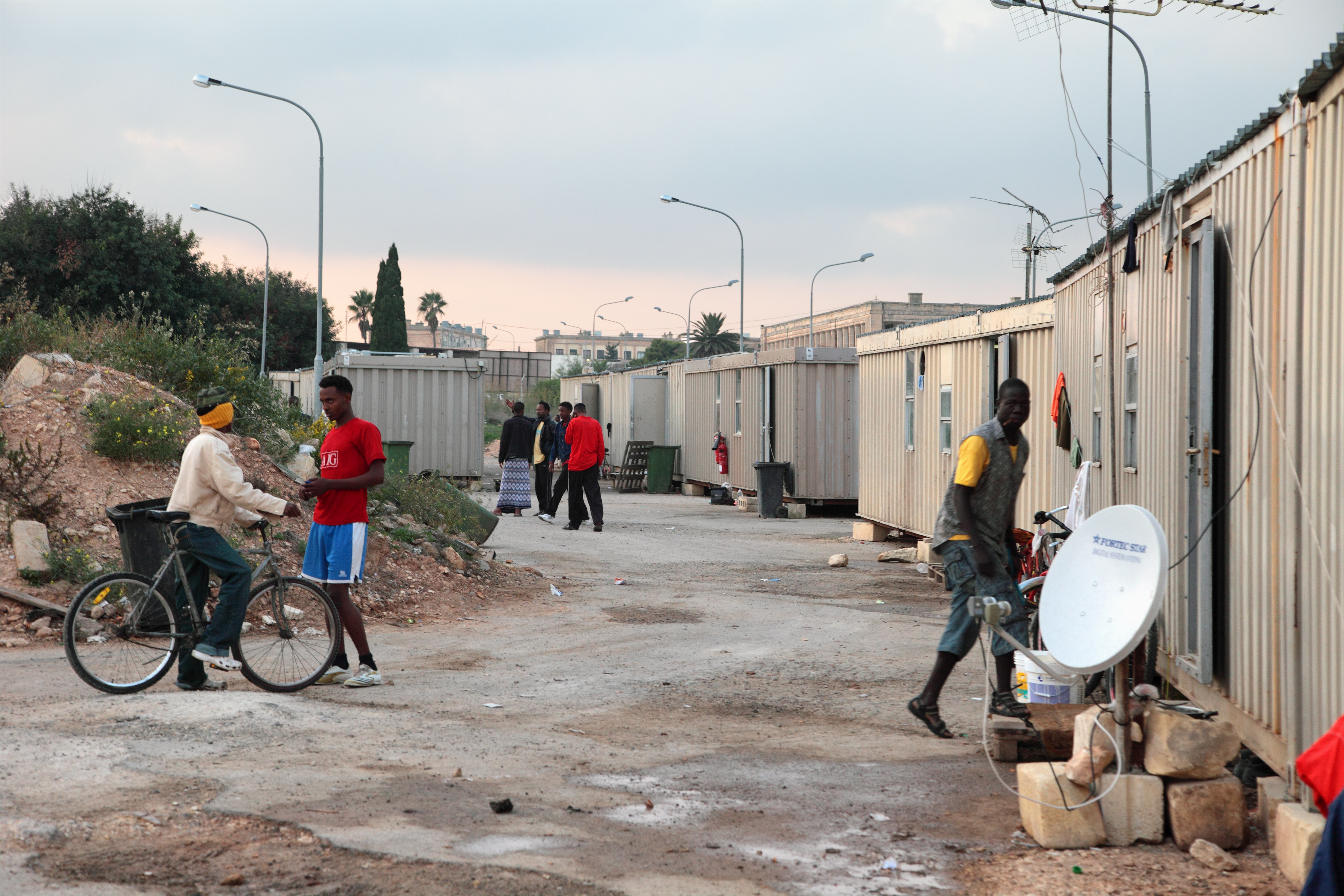
Африканські мігранти в таборі Халь-Фар

Річний рівень імміграції 2015 року становив 1,98 ‰ (51-ше місце у світі). Цей показник не враховує різниці між законними і незаконними мігрантами, між біженцями, трудовими мігрантами та іншими. Близько 400 000 мальтійців проживають за кордоном, переважно в Австралії, Великій Британії та Італії.
Мальта є членом Міжнародної організації з міграції (IOM).

## Расово-етнічний склад
| Етнічний склад (2015 рік) | Етнічний склад (2015 рік) | Етнічний склад (2015 рік) | Етнічний склад (2015 рік) | Етнічний склад (2015 рік) |
| ------------------------- | ------------------------- | ------------------------- | ------------------------- | ------------------------- |
| Етнос:                    |                           |                           | Відсоток:                 |                           |
| мальтійці                 | мальтійці                 |                           | 99%                       | 99%                       |
| інші                      | інші                      |                           | 1%                        | 1%                        |

Головні етноси країни: мальтійці, що відносяться до семітських народів - нащадки фінікійців, карфагенян, з домішкою італійців та інших середземноморських народів).

## Мови
| Мови Мальти (2005 рік) | Мови Мальти (2005 рік) | Мови Мальти (2005 рік) | Мови Мальти (2005 рік) | Мови Мальти (2005 рік) |
| ---------------------- | ---------------------- | ---------------------- | ---------------------- | ---------------------- |
| Мова:                  |                        |                        | Відсоток:              |                        |
| мальтійська            | мальтійська            |                        | 90.1%                  | 90.1%                  |
| англійська             | англійська             |                        | 6.3%                   | 6.3%                   |
| інші                   | інші                   |                        | 3.6%                   | 3.6%                   |

Офіційні мови: мальтійська — володіє 90,1 % населення країни, англійська — 6 %. 3 % населення Мальти мультилінгви, 0,9 % — розмовляють іншими мовами (оцінка 2005 року). Мальтійська мова розвилася на основі магрибського діалекту арабської мови, за великого включення італійських слів. Більшість населення володіє англійською мовою (викладається в школі з першого класу як обов'язкова мова). Широко поширена також італійська мова.
Мальта, як член Ради Європи, 5 листопада 1992 року підписала, але не ратифікувала Європейську хартію регіональних мов.

## Релігії
| Релігії на Мальті (2009 рік) | Релігії на Мальті (2009 рік) | Релігії на Мальті (2009 рік) | Релігії на Мальті (2009 рік) | Релігії на Мальті (2009 рік) |
| ---------------------------- | ---------------------------- | ---------------------------- | ---------------------------- | ---------------------------- |
| Віросповідання:              |                              |                              | Відсоток:                    |                              |
| католики                     | католики                     |                              | 90%                          | 90%                          |
| інші                         | інші                         |                              | 10%                          | 10%                          |

Головні релігії й вірування, які сповідує, і конфесії та церковні організації, до яких відносить себе населення країни: римо-католицтво (державна релігія) — більше 90 % (станом на 2011 рік).

## Освіта
Рівень письменності 2015 року становив 94,4 % дорослого населення (віком від 15 років): 93,1 % — серед чоловіків, 95,8 % — серед жінок.
Державні витрати на освіту становлять 6,8 % ВВП країни, станом на 2012 рік (23-тє місце у світі). Середня тривалість освіти становить 15 років, для хлопців — до 15 років, для дівчат — до 14 років (станом на 2014 рік).

## Охорона здоров'я
Забезпеченість лікарями у країні на рівні 3,49 лікаря на 1000 мешканців (станом на 2013 рік). Забезпеченість лікарняними ліжками у стаціонарах — 4,8 ліжка на 1000 мешканців (станом на 2012 рік). Загальні витрати на охорону здоров'я 2014 року становили 9,7 % ВВП країни (36-те місце у світі).
Смертність немовлят до 1 року, станом на 2015 рік, становила 3,56 ‰ (203-тє місце у світі); хлопчиків — 3,97 ‰, дівчаток — 3,14 ‰. Рівень материнської смертності 2015 року становив 9 випадків на 100 тис. народжень (161-ше місце у світі).
Мальта входить до складу ряду міжнародних організацій: Міжнародного руху (ICRM) і Міжнародної федерації товариств Червоного Хреста і Червоного Півмісяця (IFRCS), Дитячого фонду ООН (UNISEF), Всесвітньої організації охорони здоров'я (WHO).

### Захворювання
Кількість хворих на СНІД невідома, дані про відсоток інфікованого населення в репродуктивному віці 15—49 років відсутні. Дані про кількість смертей від цієї хвороби за 2014 рік відсутні.
Частка дорослого населення з високим індексом маси тіла 2014 року становила 28,7 % (32-ге місце у світі);

### Санітарія
Доступ до облаштованих джерел питної води 2015 року мало 100 % населення в містах і 100 % у сільській місцевості; загалом 100 % населення країни. Відсоток забезпеченості населення доступом до облаштованого водовідведення (каналізація, септик): у містах — 100 %, у сільській місцевості — 100 %, загалом по країні — 100 % (станом на 2015 рік). Споживання прісної води, станом на 2009 рік, дорівнює 0,05 км³ на рік, або 134,1 тонни на одного мешканця на рік: з яких 64 % припадає на побутові, 1 % — на промислові, 35 % — на сільськогосподарські потреби.

## Соціально-економічне становище
Співвідношення осіб, що в економічному плані залежать від інших, до осіб працездатного віку (15—64 роки) загалом становить 50,8 % (станом на 2015 рік): частка дітей — 21,8 %; частка осіб похилого віку — 29 %, або 3,4 потенційно працездатного на 1 пенсіонера. Загалом ці показники характеризують рівень потреби державної допомоги в секторах освіти, охорони здоров'я і пенсійного забезпечення, відповідно. За межею бідності 2014 року перебувало 15,9 % населення країни. Дані про розподіл доходів домогосподарств у країні відсутні.
Станом на 2016 рік, уся країна була електрифікована, усе населення країни мало доступ до електромереж. Рівень проникнення інтернет-технологій надзвичайно високий. Станом на липень 2015 року в країні налічувалось 315 тис. унікальних інтернет-користувачів (160-те місце у світі), що становило 76,2 % загальної кількості населення країни.

### Трудові ресурси
Загальні трудові ресурси 2015 року становили 186,9 тис. осіб (176-те місце у світі). Зайнятість економічно активного населення у господарстві країни розподіляється таким чином: аграрне, лісове і рибне господарства — 1,7 %; промисловість і будівництво — 18,3 %; сфера послуг — 80 % (2015). Безробіття 2015 року дорівнювало 5,2 % працездатного населення, 2014 року — 5,7 % (54-те місце у світі); серед молоді у віці 15—24 років ця частка становила 11,8 %, серед юнаків — 13,8 %, серед дівчат — 9,6 % (82-ге місце у світі).

## Кримінал

### Наркотики

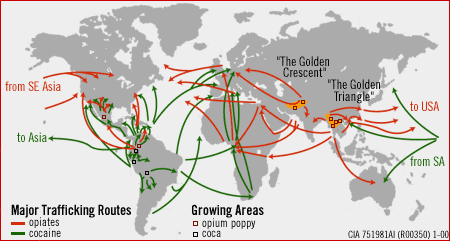
Світові маршрути наркотрафіку

Невеликий перевалочний пункт для гашишу з Північної Африки до Західної Європи.

### Торгівля людьми
Згідно зі щорічною доповіддю про торгівлю людьми (англ. Trafficking in Persons Report) Управління з моніторингу та боротьби з торгівлею людьми Державного департаменту США, уряд Мальти докладає значних зусиль у боротьбі з явищем примусової праці, сексуальної експлуатації, незаконною торгівлею внутрішніми органами, але законодавство відповідає мінімальним вимогам американського закону 2000 року щодо захисту жертв (англ. Trafficking Victims Protection Act’s) не в повній мірі, країна перебуває у списку другого рівня.

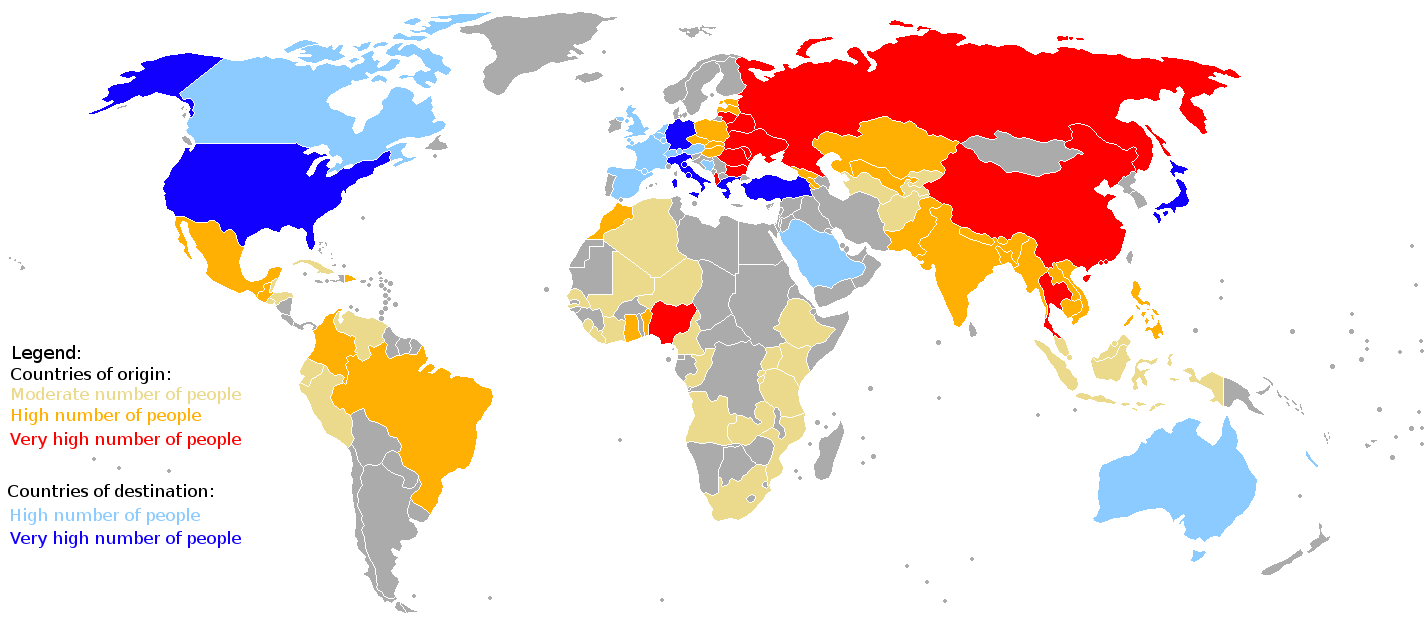
Країни-донори (червоний) і країни-реципієнти кримінальних потоків  (англ.)
Глобальна боротьба з торгівлею людьми (англ.)

## Гендерний стан
Статеве співвідношення (оцінка 2015 року):
- при народженні — 1,06 особи чоловічої статі на 1 особу жіночої;
- у віці до 14 років — 1,05 особи чоловічої статі на 1 особу жіночої;
- у віці 15—24 років — 1,06 особи чоловічої статі на 1 особу жіночої;
- у віці 25—54 років — 1,05 особи чоловічої статі на 1 особу жіночої;
- у віці 55—64 років — 0,98 особи чоловічої статі на 1 особу жіночої;
- у віці за 64 роки — 0,81 особи чоловічої статі на 1 особу жіночої;
- загалом — 0,99 особи чоловічої статі на 1 особу жіночої[1].

## Демографічні дослідження
Демографічні дослідження в країні ведуться рядом державних і наукових установ:
- Національне статистичне бюро Мальти (англ. National Statistics Office).

### Українською
- Атлас. 10—11 клас. Економічна і соціальна географія світу / упорядники :  О. Я. Скуратович, Н. І. Чанцева. — К. : ДНВП «Картографія», 2010. — ISBN 978-966-475-639-3.
- Атлас світу / голов. ред. І. С. Руденко ; зав. ред. В. В. Радченко ; відп. ред. О. В. Вакуленко. — К. : ДНВП «Картографія», 2005. — 336 с. — ISBN 9666315467.
- Безуглий В. В. Економічна і соціальна географія зарубіжних країн : Навчальний посібник. — К. : ВЦ «Академія», 2007. — 704 с. — ISBN 978-966-580-239-6.
- Безуглий В. В., Козинець С. В. Регіональна економічна і соціальна географія світу : Навчальний посібник. — видання 2-ге, доп., перероб. — К. : ВЦ «Академія», 2007. — 688 с. — ISBN 966-580-144-9.
- Гудзеляк І. І. Географія населення: Навчальний посібник / І. Гудзеляк. — Л. : Видавничий центр ЛНУ імені Івана Франка, 2008. — 232 с. — ISBN 978-966-613-599-8.
- Дахно І. І. Країни світу: Енциклопедичний довідник / І. І. Дахно, С. М. Тимофієв. — К. : Мапа, 2011. — 606 с. — (Бібліотека нового українця) — ISBN 978-966-8804-23-6.
- Дахно І. І. Економічна географія зарубіжних країн : навчальний посібник. — К. : Центр учбової літератури, 2014. — 319 с. — ISBN 978-611-01-0682-5.
- Джаман В. О. Регіональні системи розселення: демографічні аспекти. — Чернівці : Рута, 2003. — 392 с. — ISBN 9665685988.
- Дорошенко Л. С. Демографія: Навчальний посібник. — К. : МАУП, 2005. — 112 с. — ISBN 966-608-442-2.
- Дубович І. А. Країнознавчий словник-довідник. — 5-те вид., перероб. і доп. — К. : Знання, 2008. — 839 с. — ISBN 978-966-346-330-8.
- Економічна і соціальна географія країн світу. Навчальний посібник / За ред. Кузика С. П. — Л. : Світ, 2002. — 672 с. — ISBN 966-603-178-7.
- Загальна медична географія світу / В. О. Шевченко [та ін.] — К. : [б.в.], 1998. — 178 с.
- Крисаченко В. С. Динаміка населення: Популяційні, етнічні та глобальні виміри. — К. : Видавництво Національного інституту стратегічних досліджень, 2005. — 368 с. — ISBN 966-554-083-1.
- Любіцева О. О., Мезенцев К. В., Павлов С. В. Географія релігій. — К. : АртЕК, 1999. — 504 с. — ISBN 966-505-006-0.
- Масляк П. О. Країнознавство. — К. : Знання, 2007. — 292 с. — (Вища освіта XXI століття)
- Масляк П. О., Дахно І. І. Економічна і соціальна географія світу / П. О. Масляк, І. І. Дахно ; за ред. П. О. Масляка. — К. : Вежа, 2003. — 280 с. — ISBN 966-7091-53-8.

### Російською
- (рос.) Мальта // Демографический энциклопедический словарь / главн. ред. Валентей Д. И. — М. : Советская энциклопедия, 1985. — 608 с.
- (рос.) Мальта // Страны и народы. Зарубежная Европа. Южная Европа / Редкол. : В. П. Максаковский, С. А. Токарев (отв. ред.) и др. — М. : «Мысль», 1983. — 285 с. — (Страны и народы) — 180 тис. прим.
- (рос.) Атлас народов мира / Отв. ред. С. И. Брук и В. С. Апенченко. — М. : ГУГК ГГК СССР и Институт этнографии им. Н. Н. Миклухо-Маклая АН СССР, 1964. — 185 с. — 20 тис. прим.
- (рос.) Численность и расселение народов мира. Этнографические очерки / под ред. С. И. Брука. — М. : Издательство АН СССР, 1962. — 487 с.
- (рос.) Лаппо Г. М. География городов: Учебное пособие для географических факультетов вузов. — М. : Туманит, изд. центр ВЛАДОС, 1997. — 476 с. — ISBN 5-691-00047-0.
- (рос.) Урланис Б. Ц. Рост населения в Европе (опыт исчисления). — М. : ОГИЗ-Госполитиздат, 1941. — 436 с.
- (рос.) Ягельский А. География населения. — М. : Прогресс, 1980. — 383 с.